# Табака, Майя-Нора Яновна
Ма́йя-Но́ра Та́бака (латыш. Maija Nora Tabaka, род. 5 ноября 1939 года, Елгава) — советская и латвийская художница, живописец. Член Союза художников СССР. Член профессионального союза художников России. Народная художница СССР. Иллюстратор детских книг.
В 1969 году окончила отдел живописи в Латвийской академии художеств с дипломной работой «Портрет группы молодых художников». В 1957—1959 годах училась в отделе графики. В 1977—1978 годах была стипендиатом Германской Академии.
Работы Табаки имеются в Третьяковской галерее, коллекции Петера Людвига, Берлинской национальной галерее, в коллекции Norton and Nancy Dodge и др.
В 2021 году за многолетний вклад была удостоена премии Пурвитиса.
Режиссёр Герц Франк снял документальный фильм «Майя Табака».

## Выставки
Работы Табаки были экспонированы в выставках в Москве (1964, 1973), Праге (1974), Берлине (1974, 1977, 1978), Гданьске (1974), Будапеште (1974), Дюссельдорфе (1973), Вильнюсе (1975, 1978), Венеции (1986), Кёльне (1987), Нью-Йорке (1989), Порто (1990), Париже (1993), Чикаго (1994).
Персональные выставки организованы в Западном Берлине (1979), Риге (1980, 1987, 1992, 1994, 1995, 1996, 1998, 1999), Даугавпилсе (1980), Ленинграде, Гётеборге, Норрчёпинге, Ростоке (все в 1983 году), Москве (1984), Париже (1987).

## Публикации
- 100 Latvijas sievietes kultūrā un politikā. Rīga: Latvijas Universitāte, 2008.
- Art of the Baltics: The Struggle for Freedom of Artistic Expression under the Soviet, 1945—1991.
- Alla Rosenfeld, Norton T. Dodge. London: Rutgers University Press, 2002.
- Latvijas Glezniecība: 1945—1985 Plus [Katalogs]. Ilze Konstante. Rīga: Doma, 2000.
- Esības prieks [Katalogs]. Rīga: Valsts Mākslas muzejs, 2000.
- Baltic Art: Contemporary Paintings and Sculptures: Estonia, Latvia, Lithuania [Katalogs].
- Washington, USA: World Premiere Baltic Art Exhibition, 2000.
- Nonconformist Art. The Soviet experience, 1956—1986. The Norton and Nancy Dodge Collection.
- Alla Rosenfeld, Norton T. Dodge. London: Themes and Hudson. 1995.
- Nodieva Aija. Latviešu jaunākā glezniecība. Rīga: Liesma, 1981.
- Rīga — latviešu avangards [Katalogs]. Berlīne, 1988. — 80. lpp.

## Сотрудничество с КГБ
В 2018 году Национальный архив Латвии опубликовал данные о том, что в феврале 1976 года художница была завербована разведывательным отделом КГБ Латвийской ССР под оперативным псевдонимом «Виктория». На момент публикации в декабре 2018 года в документах архива не указывались обстоятельства вербовки и степень реального сотрудничества людей, указанных в картотеке со спецслужбой после вербовки.

## Награды
- Офицер ордена Трёх звёзд
- Медаль союза художников
- Премия Ленина
- Почётный житель Юрмалы
- Почётная грамота Кабинета Министров Латвии (2009)[9]